# Berdjausch
Berdjausch (russisch Бердя́уш) ist eine Siedlung städtischen Typs in der Oblast Tscheljabinsk (Russland) mit 5304 Einwohnern (Stand 14. Oktober 2010).

## Geographie
Die Siedlung liegt an der Westflanke des Südlichen Ural, knapp 150 Kilometer Luftlinie westlich des Oblastverwaltungszentrums Tscheljabinsk. Durch den Ort fließt das gleichnamige Flüsschen, das zwei Kilometer unterhalb des Ortes in die Große Satka mündet, deren Wasser über Ai, Ufa, Belaja und Kama der Wolga zufließt. Berdjausch liegt in einer Höhe von etwa 360 bis 440 m.
Berdjausch gehört zum Rajon Satka, dessen Verwaltungszentrum Satka sich knapp 20 Kilometer südwestlich befindet. Zur seit 2005 bestehenden städtischen Siedlung (Gorodskoje posselenije) Berdjausch gehört auch die vier Kilometer nordöstlich gelegene Siedlung Schukatau.

## Geschichte
Der Ort entstand im Zusammenhang mit der Errichtung der Samara-Slatouster Eisenbahn, deren nach dem Flüsschen benannte Station Berdjausch am 8. Januar 1890 eröffnet wurde. Wenig später wurde die Strecke zunächst bis Tscheljabinsk verlängert und dann Teil der ursprünglichen Route der Transsibirischen Eisenbahn. In den Folgejahren wuchs um die Bahnstation eine Siedlung.
Durch die Eröffnung einer Nebenstrecke von Berdjausch über Satka, wo sich ein Eisenwerk befand, in das Bergbauzentrum Bakal am 18. Januar 1900 sowie die Wahl der Station zum südlichen Endpunkt der ab 1912 errichteten Westural-Eisenbahn, die am 29. Oktober 1916 den Betrieb aufnahm, wurde Berdjausch zum bedeutenden Eisenbahnknoten, in dem ein Depot und Werkstätten entstanden. Der weiter wachsende Ort erhielt am 27. August 1928 den Status einer Siedlung städtischen Typs.
Nach dem Zweiten Weltkrieg wurde der Südural-Abschnitt der Transsibirischen Eisenbahn bis 1949 elektrifiziert, die Zweigstrecke nach Bakal 1955.
Ab den 1950er Jahren sank die Einwohnerzahl Berdjauschs bis heute kontinuierlich um mehr als die Hälfte.

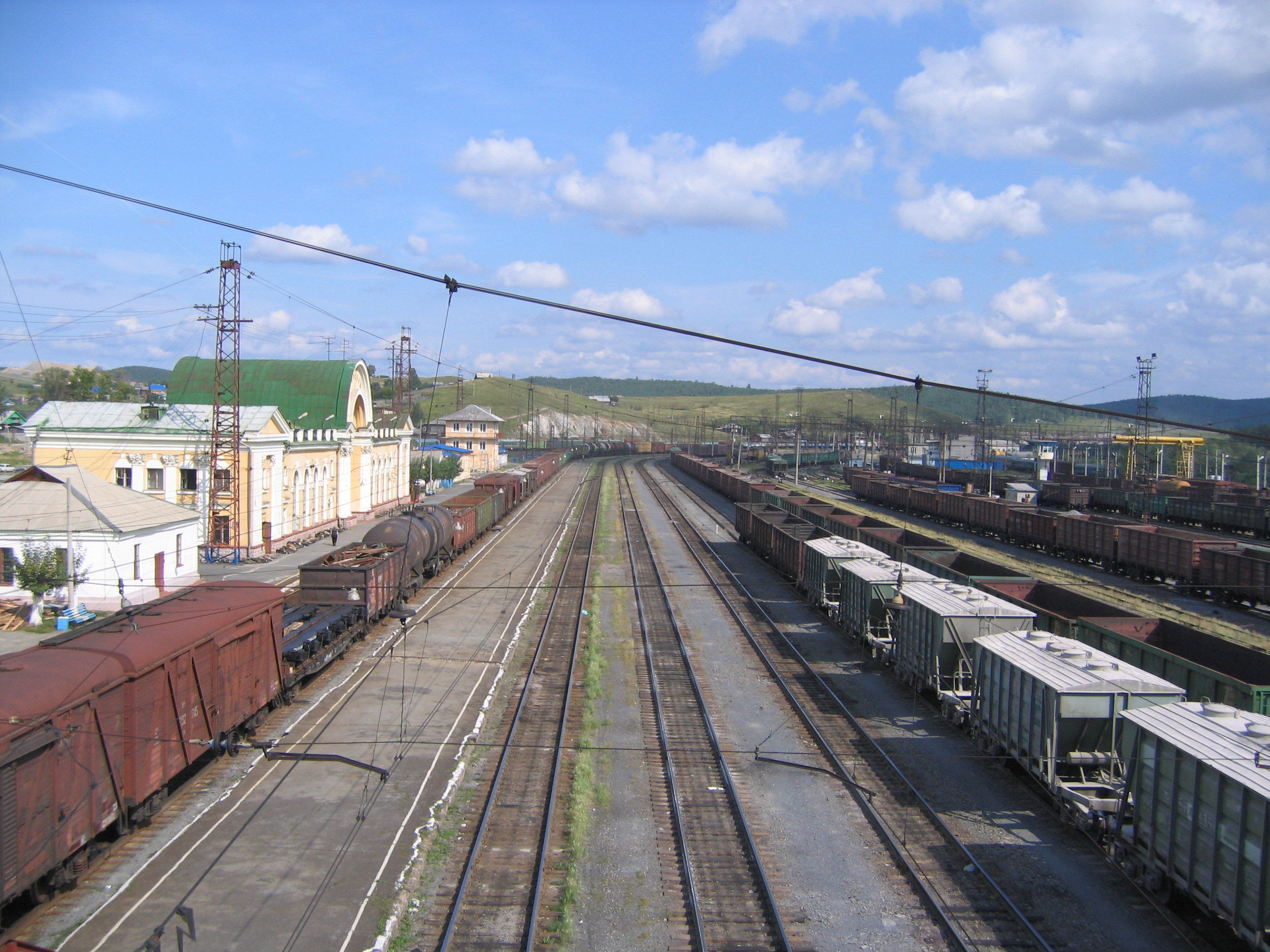
Bahnhof Berdjausch

Bevölkerungsentwicklung:
| Jahr | Einwohner |
| ---- | --------- |
| 1939 | 8.103     |
| 1959 | 11.186    |
| 1970 | 9.133     |
| 1979 | 7.792     |
| 1989 | 6.530     |
| 2002 | 5.672     |
| 2010 | 5.304     |
| 2016 | 5.017     |
| 2021 | 3.909     |

Anmerkung: Volkszählungsdaten

## Wirtschaft und Infrastruktur
Die Siedlung liegt am Südzweig der Transsibirischen Eisenbahn (Streckenkilometer 1890 ab Moskau). Dieser wird in Berdjausch von der früheren Westural-Eisenbahn, die entlang der Westseite des Uralgebirges von Kalino bei Tschussowoi über Druschino westlich von Jekaterinburg verläuft, mit ihrer zu den Bergbau- und Metallurgiezentren Satka und Bakal führenden Fortsetzung gekreuzt (Streckenkilometer 506). Die Strecken werden von der Südural-Eisenbahn betrieben. Außer Einrichtungen des Eisenbahnverkehrs, die die Wirtschaft des Ortes bestimmen, gibt es in Berdjausch ein Schotterwerk.
Die Siedlung besitzt Straßenanschluss an die etwa 10 Kilometer südlich vorbeiführende Fernstraße M5, die Moskau über Samara und Ufa mit Tscheljabinsk verbindet.